# 8089 Yukar
8089 Yukar è un asteroide della fascia principale. Scoperto nel 1990, presenta un'orbita caratterizzata da un semiasse maggiore pari a 2,3561245 UA e da un'eccentricità di 0,2220763, inclinata di 6,05263° rispetto all'eclittica.